# Mutin
Pour les articles homonymes, voir mutinerie.
Le Mutin est un yawl de la Marine nationale française servant de bateau-école.

## Historique
Le Mutin est la plus ancienne unité navigante de la Marine nationale. Il a été lancé le 18 mars 1927 aux Sables-d'Olonne. C'est un dundée construit en 1926 sur le modèle des thoniers à voile par les Chantiers Florimond-Guignardeau.
De 1927 à 1964, il a servi à la formation des pilotes de la Flotte à Saint-Servan. Lors de la Seconde Guerre mondiale le Mutin opère clandestinement pour le compte du Special Operations Executive (SOE) britannique sur les côtes de la Manche (Helford, Cornouailles), de l'Atlantique et même en Méditerranée. Depuis 1964, il est affecté à l'École navale.
Pendant 22 mois, de 2018 à 2020, Le Mutin est rénové par le chantier du Guip à Brest pour un million d’euros. Ce grand carénage consiste alors au remplacement de 75 % du bordage en chêne et de plus d’un tiers des membrures de coque. Seul le bordage de fond de coque, le bois immergé en permanence, n’a pas été changé. Le système électrique et le moteur sont quant à eux entièrement révisés par Navtis. Le thonier est remis à l'eau le 19 novembre 2020 quai Malbert à Brest. Le remâtage, les petits travaux et la vérification du gréement est assuré par l’équipage.

### Rôle joué pendant la guerre de 1939-1945
Dans la nuit du 18 au 19 juin 1940, les Allemands bombardèrent l'École navale et le Mutin appareilla pour Ouessant puis Plymouth. Il y fut remarqué par un officier du Special Operations Executive et réquisitionné pour intégrer une flottille de bateaux-espions et servir à des missions d'infiltration et d'extraction d'agents britanniques, de pilotes et de résistants. Maquillé en thonier et armé d'un canon antiaérien de 20 mm récupéré sur un Messerschmitt Bf 109, il a même reçu des thons factices fabriqués par le Muséum de Londres et remplis de plastic.
En décembre 1942, il fut envoyé en Méditerranée et utilisé comme base de repli pour les agents opérant en Italie et en Yougoslavie. Le Mutin a été rendu à la marine française en mars 1945.

### Missions actuelles

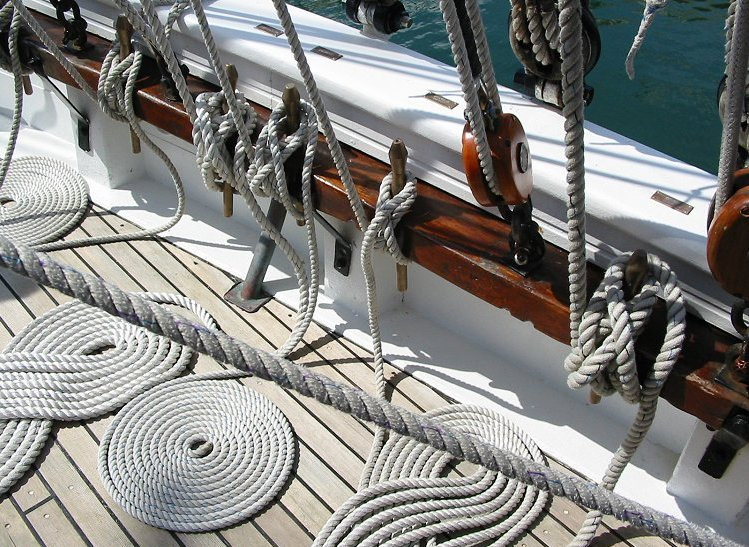
Alignement de cordages sur le Mutin

Le Mutin effectue des missions d'instruction (de septembre à avril) et de représentation (d'avril à septembre) sur la façade atlantique française ainsi que lors des courses Tall Ship. Il navigue depuis l’Espagne jusqu'à la Norvège.

## Caractéristiques
Indicatif visuel : A 652 

En 2006, le navire a été mis aux normes MARPOL et sa bôme de grand-voile a été raccourcie.
Voilure :
- 250 m2 en moyenne 350 m2 au maximum.
- foc et trinquette (différentes tailles)
- grand-voile et flèche de grand-voile
- tapecul et flèche de tapecul